# Ulrich Mosel
Ulrich Hermann Bernd Mosel (* 8. Februar 1943 in Hannover) ist ein deutscher Theoretischer Physiker.
Ulrich Mosel studierte von 1962 bis 1967 Mathematik und Physik an der Johann Wolfgang Goethe-Universität Frankfurt am Main und schloss das Studium 1967 mit dem Grad eines Diplom-Physikers ab. Er arbeitete dann bei Walter Greiner und wurde 1968 bei diesem zum Dr. phil. nat. an der JWG-Universität promoviert mit der Dissertation „Untersuchung der kollektiven Potentialenergiefläche von Atomkernen: Superschwere Elemente“. Zu dieser Zeit arbeitete er an der theoretischen Beschreibung der Struktur schwerer und superschwerer Atomkerne.
Anfang 1970 ging er an die University of Tennessee und das Oak Ridge National Laboratory. Von dort wechselte er 1971 zur University of Washington in Seattle. Während dieser Zeit arbeitete er primär an einer theoretischen Beschreibung der Kernspaltung. 1972 wurde er zum ordentlichen Professor für Theoretische Physik an der Justus-Liebig-Universität Gießen berufen. 1980/81 und 1993/94 stand er dort der Physik-Fakultät als Dekan vor. Im April 2011 wurde er emeritiert.
Er war Gastprofessor am Argonne National Laboratory, der State University of New York, dem Oak Ridge National Laboratory, der Michigan State University, dem Lawrence Berkeley National Laboratory und der University of Washington. 1982 bis 1988 war er im wissenschaftlichen Beirat des GSI in Darmstadt (sowie 1997 bis 2001 im Programmbeirat der GSI) und 1989 bis 1992 in dem des Hahn-Meitner-Instituts in Berlin. Von 1995 bis 1998 leitete er den COSY-Programmbeirat des Forschungszentrums Jülich, von 1997 bis 2000 stand er dem Gutachterausschuss für Kern- und Hadronenphysik des Bundesministeriums für Bildung und Forschung vor. Aus seiner Arbeitsgruppe gingen 9 Professoren und 47 Doktoren der Physik hervor.
Arbeitsgebiete waren während dieser Zeit die Kernstrukturphysik, die Schwerionenphysik (Niedrigenergie-Schwerionenreaktionen und relativistische Schwerionenreaktionen), nukleare Moleküle, die Hadronenphysik und die Untersuchung der Wechselwirkung von Photonen, Elektronen und Neutrinos mit Atomkernen.
Unter den Arbeiten zur Kernstrukturphysik sind insbesondere die frühen Arbeiten zur Kernspaltung schwerer Aktinide erwähnenswert, in denen ein Übergang zu symmetrischer Spaltung bei Annäherung an den Kern Fm264 vorhergesagt wurde. In dieses Arbeitsgebiet fällt auch die erste selbstkonsistente Berechnung des Gas-Flüssigkeit-Phasenübergangs von Kernmaterie im Jahr 1976. Daran schlossen sich Arbeiten zur Struktur von Hochspin-Zuständen in Atomkernen an, Danach folgte eine längere Phase von Berechnungen hauptsächlich zur Teilchenproduktion in relativistischen Schwerionenstößen und (gemeinsam mit Volker Metag) die Vorhersage der Existenz von Resonanzmaterie in solchen Reaktionen. Die dazu entwickelten Codes der quantenkinetischen Transporttheorie wurden dann von Mosel und Mitarbeitern ab Mitte der 1990er Jahre auch zur Untersuchung von Elektron- und Photon-induzierten Reaktionen am Atomkern eingesetzt. Dabei lag ein besonderes Gewicht auf der Untersuchung von beobachtbaren Konsequenzen von in-Medium Änderungen der Struktur von Hadronen. Ab ca. 2005 wurden dann diese Rechnungen auch auf die Beschreibung von Neutrino-Kernreaktionen ausgeweitet. Daraus entstand schließlich der Neutrino-Ereignisgenerator GiBUU.
Ulrich Mosel ist Fellow der American Physical Society (APS) (1987) und Ehrenbürger des US-Bundesstaates Tennessee (1970).

## Schriften
- Untersuchung der kollektiven Potentialenergiefläche von Atomkernen: Superschwere Elemente. Hochschulschrift. Frankfurt am Main 1968 (Univ., Diss.).
- Fields, Symmetries and Quarks. McGraw Hill 1989, 2. Auflage, Springer Verlag 1999
- Path Integrals in Field Theory. Springer, 2004; Repr: Science  Press, China, 2007

Aufsätze (Auswahl):
- mit Walter Greiner: On the stability of superheavy nuclei against fission, Zeitschrift für Physik A, Band 222, 1969, S. 261–282
- mit P. Holzer, Walter Greiner: Double-centre oscillator and its application to fission, Nucl. Phys. A, Band 138, 1969, S. 241–252
- mit D. Glas:  On the critical distance in fusion reactions, Nucl. PHys. A, Band 237, 1975, S.
- mit G. Sauer, H. Chandra: Thermal properties of nuclei, Nucl. Phys. A, Band 264, 1976, S. 221
- Fusion schwerer Ionen, Physikalische Blätter, Band 37, Juni 1981, Online
- mit W. Bauer, D. R. Dean, U. Post:  New approach to fragmentation reactions: The nuclear lattice model, Phys. Lett. B, Band 150, 1985, S. 53
- mit W. Bauer, G. F. Bertsch, U. Cassing: Energetic photons from intermediate energy proton- and heavy-ion-induced reactions, Phys. Rev. C, Band 34, 1986, S. 2127
- mit W. Cassing: Many body theory of high-energy heavy ion reactions, Progress Particle Nuclear Physics, Band 25, 1990, S. 235
- mit W. Cassing, V. Metag, K. Niita: Production of energetic particles in heavy ion collisions, Physics Reports, Band 188, 1990 S. 363
- mit G. Wolf, G. Batko, W. Cassing, K. Niita, M. Schäfer: Dilepton production in heavy-ion collisions, Nucl. Phys. A, Band 517, 1990, S. 615–638
- mit G. Wolf, W. Cassing: Eta and dilepton production in heavy-ion reactions, Nucl. Phys. A, Band 522, 1993, S. 549
- mit W. Cassing, E. L. Bratkovskaya, S. Teis, A. Sibirtsev: Kaon versus anti-kaon production at SIS energies, Nucl. Phys. A, Band 614, 1997, S. 415, Arxiv
- Hadrons in the nuclear medium - introduction and overview, Baryons 98, Bonn, Arxiv
- mit S. Leupold, W. Peters: What QCD sum rules tell about the rho meson, Nucl. Phys A, Band 628, 1998, S. 311, Arxiv
- mit T. Feuster: A Unitary model for meson nucleon scattering, Phys. Rev. C, Band 58, 1998, S. 457,Arxiv
- mit W. Peters, M. Post, H. Lenske, S. Leupold: The Spectral function of the rho meson in nuclear matter, Nucl. Phys. A, Band 632, 1998, S. 109
- mit G. Penner:  Vector meson production and nucleon resonance analysis in a coupled channel approach for energies {\displaystyle m(N)<{\sqrt {s}}<2} GeV, Teil 2: Photon induced results, Phys. Rev. C, Band 66, 2002, S. 055212, Arxiv, Teil 1, S. 055211, Arxiv
- Hadrons in medium, Workshop on Hadron Physics, Puri 2005, Arxiv
- mit S. Leupold, V. Metag: Hadrons in strongly interacting matter, International Journal of Modern Physics E, Band 19, 2010, S.  147–224,Arxiv
- mit O. Buss, T. Gaitanos, K. Gallmeister, H. Van Hees, M. Kaskulov, O. Lalakulich, A.B. Larionov, T. Leitner, J. Weil: Transport-theoretical description of nuclear reactions, Physics Reports, Band 512, 2012, S. 1–124, Arxiv
- Neutrino Interactions with Nucleons and Nuclei: Importance for Long-Baseline Experiments, Annual Review Nucl. Part. Sci., Band 66, 2016, S. 171, Arxiv